# Jewgeni Sergejewitsch Schaldybin
Jewgeni Sergejewitsch Schaldybin (russisch Евгений Сергеевич Шалдыбин; * 29. Juli 1975 in Nowosibirsk, Russische SFSR) ist ein ehemaliger russischer Eishockeyspieler. Seit 2021 gehört er dem erweiterten Trainerstab des HK Sibir Nowosibirsk aus der Kontinentalen Hockey-Liga an.

## Karriere
Jewgeni Schaldybin begann seine Karriere als Eishockeyspieler bei Lokomotive Jaroslawl, für dessen Profimannschaft er von 1993 bis 1996 in der Superliga aktiv war. In diesem Zeitraum wurde er im NHL Entry Draft 1995 in der sechsten Runde als insgesamt 151. Spieler von den Boston Bruins ausgewählt. Für diese kam der Verteidiger jedoch nur zu drei Einsätzen in der National Hockey League im Laufe der Saison 1996/97, bei denen er ein Tor erzielte. Die gesamte restliche Zeit von 1996 bis 1998 verbrachte er bei Bostons Farmteam, den Providence Bruins, in der American Hockey League. Bei diesen begann er auch die Saison 1998/99, wechselte aber schon nach nur einem Spiel zu den Las Vegas Thunder aus der International Hockey League. Den Großteil der folgenden beiden Jahre stand er jedoch für die B. C. Icemen in der United Hockey League auf dem Eis. Gegen Ende der Saison 1999/2000 kehrte er nach Russland zurück und absolvierte vier Spiele für Torpedo Nischni Nowgorod aus der Superliga.
Von 2000 bis 2002 stand Schaldybin beim HK Spartak Moskau unter Vertrag. Mit den Hauptstädtern gelang ihm in der Saison 2000/01 der Aufstieg von der zweitklassigen Wysschaja Liga in die Superliga, in der er die gesamte Saison 2001/02 verbrachte. In den folgenden eineinhalb Jahren wechselte der ehemalige NHL-Spieler mehrfach den Verein und spielte für Sewerstal Tscherepowez, Metallurg Nowokusnezk, sowie den HK Sibir Nowosibirsk in der Superliga. Im Laufe der Saison 2003/04 schloss er sich seinem mittlerweile wieder in die Wysschaja Liga abgestiegenen Ex-Klub HK Spartak Moskau an, mit dem er am Saisonende zum zweiten Mal in seiner Laufbahn in die Superliga aufstieg. Nach einem weiteren Jahr in Moskau wurde er im Laufe der Saison 2005/06 nach kurzen Engagements beim HK MWD Twer in der Superliga sowie beim Zweitligisten Amur Chabarowsk zu Amurs Ligarivalen Chimik Woskressensk transferiert. In eineinhalb Jahren erzielte er für Chimik 24 Scorerpunkte in 58 Zweitligaspielen.
Von 2007 bis 2010 trat Schaldybin für seinen Ex-Klub Torpedo Nischni Nowgorod zunächst in der Superliga und ab der Saison 2008/09 in der neu gegründeten Kontinentalen Hockey-Liga an. Für die Saison 2010/11 wurde er schließlich vom KHL-Aufsteiger HK Jugra Chanty-Mansijsk verpflichtet und spielte parallel für Krylja Sowetow Moskau in der neuen zweiten russischen Spielklasse, der Wysschaja Hockey-Liga. Zur Saison 2011/12 wechselte er innerhalb der WHL zu Molot-Prikamje Perm.

### Als Trainer
Jewgeni Schaldybin startete seine Trainerkarriere in der Saison 2014/15 bei Sputnik Nischni Tagil in der WysHL. In der folgenden Saison gehörte er dem Trainerstab von Torpedo Ust-Kamenogorsk an.
Zwischen 2016 und 2018 arbeitete er bei Amur Chabarowsk in der Kontinentalen Hockey-Liga als Assistenztrainer, zwischen 2018 und 2021 war er in gleicher Position bei Awtomobilist Jekaterinburg beschäftigt. Seit 2021 gehört er dem erweiterten Trainerstab des HK Sibir Nowosibirsk an und arbeitet als Conditioning Coach.

## Erfolge und Auszeichnungen
- 2001 Aufstieg in die Superliga mit dem HK Spartak Moskau
- 2004 Aufstieg in die Superliga mit dem HK Spartak Moskau

## Statistik
(Stand: Ende der Saison 2010/11)